# Lý Thái Tổ (phường)
Lý Thái Tổ là một phường thuộc quận Hoàn Kiếm, thành phố Hà Nội, Việt Nam.
Phường Lý Thái Tổ có diện tích 0,24 km², dân số năm 2022 là 5.556 người, mật độ dân số đạt 23.150 người/km².